# Deuterophysa albilunalis
Deuterophysa albilunalis är en fjärilsart som beskrevs av George Francis Hampson 1913. Deuterophysa albilunalis ingår i släktet Deuterophysa och familjen Crambidae. Inga underarter finns listade i Catalogue of Life.